# Требунские Выселки
Требунские Выселки — деревня Малинковского сельсовета Данковского района Липецкой области.

## География
Деревня находится южнее деревни Березовые Выселки. В ней имеется просёлочная дорога и пруд.
Южнее Требунских Выселок расположен Требунский лес, проходит ветка железной дороги и автомобильная дорога 42К−082.

## Население
| 2010 |
| ---- |
| 2    |

Население деревни в 2009 году составляло 1 человек (1 двор), в 2015 году — 2 человека.